# Denise Bidal
Denise Bidal, née à Nyon le 4 septembre 1912 et morte le 16 juillet 1989, est une musicienne, pianiste et enseignante vaudoise.

## Biographie
Denise Bidal commence ses études musicales à Genève. Exilée à Paris, elle y rencontre le pianiste Alfred Cortot et devient son élève. Elle bénéficie également de l'enseignement de Nadia Boulanger et de Lazare Lévy. Malgré des problèmes de santé, elle finit ses études en 1934 avec une licence de concert brillamment réussie.
De retour en Suisse, Denise Bidal commence à enseigner d'abord à Nyon, puis à Lausanne. En 1944, elle est nommée professeur au Conservatoire de Lausanne. Elle se lance dans une carrière internationale comme soliste et crée le Trio Moÿse avec Blanche et Louis Moÿse. Elle joue aussi en trio avec le violoniste Hans-Heinz Scheeberger et le violoncelliste Rudolf Looser pendant onze ans. Avec Anne-Marie Gründer, Jean Perrin et Christiane Mercier, elle fonde les concerts de l'atelier dans le but de faire connaître la musique contemporaine au grand public. Elle joue et fait jouer des œuvres d'Olivier Messiaen, Peter Mieg, Frank Martin, Willy Burkhart, Eric Gaudibert et Jean Balissat. Les concerts ont lieu d'abord dans les salles du musée, puis au château dans la salle du Grand conseil. Dès 1953, Denise Bidal concentre ses activités autour des concerts de l'atelier et des séminaires de musique de chambre au Manoir de Saint-Prex. Elle est également membre du Conseil communal de son village, Lonay.
De 1961 à 1972, Denise Bidal enseigne au Conservatoire de Marlborough et donne des master class en Europe et aux États-Unis. Après sa retraite, elle donne encore quelques concerts et continue à enseigner à Lonay. En 1990, un fonds Denise Bidal est créé à la Bibliothèque cantonale et universitaire de Lausanne.

## Sources
- « Denise Bidal », sur la base de données des personnalités vaudoises sur la plateforme « Patrinum » de la Bibliothèque cantonale et universitaire de Lausanne.
- "Denise Bidal nous parle des concerts de L'Atelier", in: Feuilles Musicales 1956, n°3, p. 103-104
- 24 Heures, 2006/11/29, p. 12